# Josef Dietze
Josef Stefan Dietze (auch Joseph Dietze; * 24. November 1887 in Bonn; † 25. September 1949 in Berlin) war ein deutscher Kameramann.

## Leben
Dietze war ein Sohn des Kohlenhändlers Ernst Hugo Dietze und dessen Gattin Maria, geb. Schneider. Sein Schaffen ist mit Filmen zwischen 1919 und 1940 zu belegen. Zur Stummfilmzeit arbeitete er für die Treumann-Larsen-Gesellschaft, wo er bei einer Reihe von Produktionen mit dem Stummfilmstar Wanda Treumann, die gleichzeitig auch Produzentin war, an der Kamera stand. So war er Fotograf der Abenteuerserie Die Frau mit den 10 Masken (vier Folgen, 1921/22), mehrerer Kriminal- und Gesellschaftsdramen und zweier Folgen der Detektivreihe um Harry Hill (1924).
Vier Kriminalfilme von Wolfgang Neff, zu denen Jane Beß das Manuskript schrieb, fotografierte er 1920 für die Berliner Orplid-Film GmbH. Zwei Filme, Der Mann ohne Beruf (1922) und Lieb Heimatland (1925), drehte er für die „Filmwerkstätte Erich Claudius“ in Naumburg an der Saale.
1931/32 arbeitete er in Finnland, wo er zwei Tonfilme für die finnische Gesellschaft Sarastus („Morgenröte“) fotografierte. 1936 war er unter den Kameramännern, die für Leni Riefenstahl die Olympischen Spiele aufnahmen. Sein letzter nachweislicher Film war ein vom Oberkommando der Wehrmacht in Auftrag gegebener NS-Propagandafilm über den Norwegenfeldzug 1940. Nach Beginn des Zweiten Weltkriegs wurde Dietze zur Kameraeinheit der Wehrmacht eingezogen und nahm in dieser Funktion wie sein Kollege Werner Bohne beim Einmarsch in Norwegen teil. Teile seines Bildmaterials sind in dem Propagandastreifen Kampf um Norwegen – Feldzug 1940 zu sehen.
Josef Dietze war ab 1913 mit Anna, geb. Dietrich, verheiratet. Er starb 1949 in seiner Wohnung in Berlin-Neukölln.

## Filmografie

### Stummfilme
- 1919: Eine Nacht gelebt im Paradiese (WT = Wanda Treumann)
- 1919: Der Geisterseher, auch: Das Verbrechen aus Eifersucht, Wenn Frauen lieben
- 1919: Die da sterben, wenn sie lieben (WT)
- 1919: Das Geheimnis des Schafotts (WT)
- 1919: Der violette Tod (WT)
- 1919: Salome (WT)
- 1920: Das Land der Verheißung
- 1920: Der Unerkannte (Orplid) [Kamera mit Hermann Saalfrank]
- 1920: Seelen im Sumpf (WT)
- 1920: Der Kelch der Keuschheit (WT)
- 1920: Die Schmugglerin (WT)
- 1920: Der Mann in der Falle (Orplid)
- 1920: Ninon de l’Enclos (WT)
- 1920: Frauenliebe. Mosaik, aus drei Steinbildern zusammengesetzt
- 1920: Der Plan der Drei (Orplid)
- 1920: Das Geheimnis der Mitternachtsstunde (Orplid)
- 1921: Der letzte Mensch
- 1921: Die Frau mit den 10 Masken. 1.Begebenheit: Das Grab ohne Toten (WT)
- 1921: Die Frau mit den 10 Masken. 2.Begebenheit: Der Schatten des Gehenkten
- 1922: Die Frau mit den 10 Masken. 3.Begebenheit: Tote, die leben (WT)
- 1922: Die Frau mit den 10 Masken. 4.Begebenheit: Das Haus der Verrufenen (WT)
- 1922: Gräuel der Finsternis (WT)
- 1922: Der Mann ohne Beruf
- 1922: Nur eine Nacht („Nick Carter“-Abenteuer)
- 1922: Frauen, die die Ehe brechen („Nick Carter“-Abenteuer)
- 1924: Der Narr und die Anderen
- 1924: Harry Hills Jagd auf den Tod 1. Teil („Harry Hill“-Abenteuer)
- 1924: Harry Hills Jagd auf den Tod 2. Teil
- 1925: Götz von Berlichingen zubenannt mit der eisernen Hand
- 1925: Leichtsinn und Liebe
- 1926: Lieb Heimatland
- 1926: Das war in Heidelberg in blauer Sommernacht[5]
- 1927: Einbruch in die Villa Hawarth [Kamera mit Herbert Körner]
- 1927: Das Mädchen von der Heilsarmee[6]
- 1929: Großstadtkinder — Zwischen Spree und Panke[7]

### Tonfilme
- 1931: Erämaan turvissa [mit Bernhard Goetzke in der Hauptrolle][8]
- 1932: Kuisma ja Helinä[9]
- 1936/38: Olympia (2 Teile)[10]
- 1940: Kampf um Norwegen – Feldzug 1940 (als einfacher Kameramann bei dieser Propagandadokumentation)